# Enrico Forcella

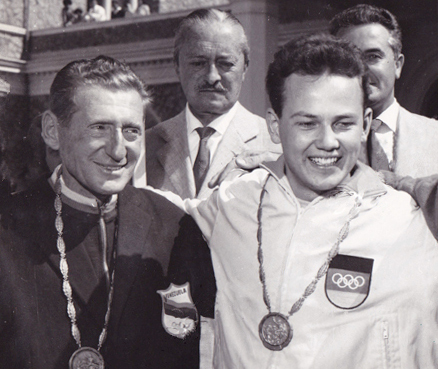
Enrico Forcella

Enrico Forcella, född 18 oktober 1907 i Monaco, död 25 oktober 1989, var en venezuelansk sportskytt.
Han blev olympisk bronsmedaljör i gevär vid sommarspelen 1960 i Rom.